# Albastaspis nivea
Albastaspis nivea är en insektsart som först beskrevs av William Miles Maskell 1895.  Albastaspis nivea ingår i släktet Albastaspis och familjen pansarsköldlöss. Inga underarter finns listade i Catalogue of Life.